# Demény Pál (demográfus)
Demény Pál (Nyíregyháza, 1932. december 24. – 2024. október 18.) a Magyar Szent István-renddel kitüntetett magyar közgazdász, demográfus, az MTA külső tagja. A modern demográfia egyik legelismertebb tudósa. Nemzetközileg Paul Demeny néven ismert, Magyarországon – a Demény Pál politikussal fennálló névazonosság miatt – a Demény Pál György nevet használja.

## Életútja

### Fiatalkora és emigrálása
Édesapja a két világháború között jogászként Nyíregyházán járásbíró, Edelényben járásbírósági elnök, majd Debrecenben táblabíró volt. Emiatt a második világháború utáni kommunista hatalom mellőzte, és ez családja sorsát is meghatározta. Demény Pál végül – mivel állami középiskolában nem tehette – a Debreceni Református Kollégiumban érettségizett, majd közgazdaságtant tanult. 1955-től a Központi Statisztikai Hivatalban dolgozott. 1957-ben Svájcba emigrált. Egy ideig Genfben élt és tanult, majd az Amerikai Egyesült Államokba került, ahol Princetonban doktorált.

### Szakmai karrierje
Különböző egyetemeken tanított közgazdaságtant, ezek sorában – a kaliforniai Berkeley Egyetemen végzett tanári munkája után – az újonnan létrehozott honolului egyetemen ő alapította meg a demográfiai kutatóintézetet. 1972-ben John D. Rockefeller hívására a New York-i Népesedési Tanács alelnöke és egyben az újonnan létrehozott demográfiai kutatóintézet igazgatója lett. Az 1986-os évre megválasztották az Amerikai Népességtudományi Társaság (Population Association of America) első nem észak-amerikai származású elnökévé. Nyugdíjba vonulásáig főszerkesztője volt az 1975-ben általa alapított Population and Development Review című folyóiratnak. Számos szakmai szervezet, többek között az American Economic Association, a European Association for Population Studies, az International Statistical Institute és az International Union for the Scientific Study of Population tagja.

## Tevékenysége a rendszerváltás után Magyarországon

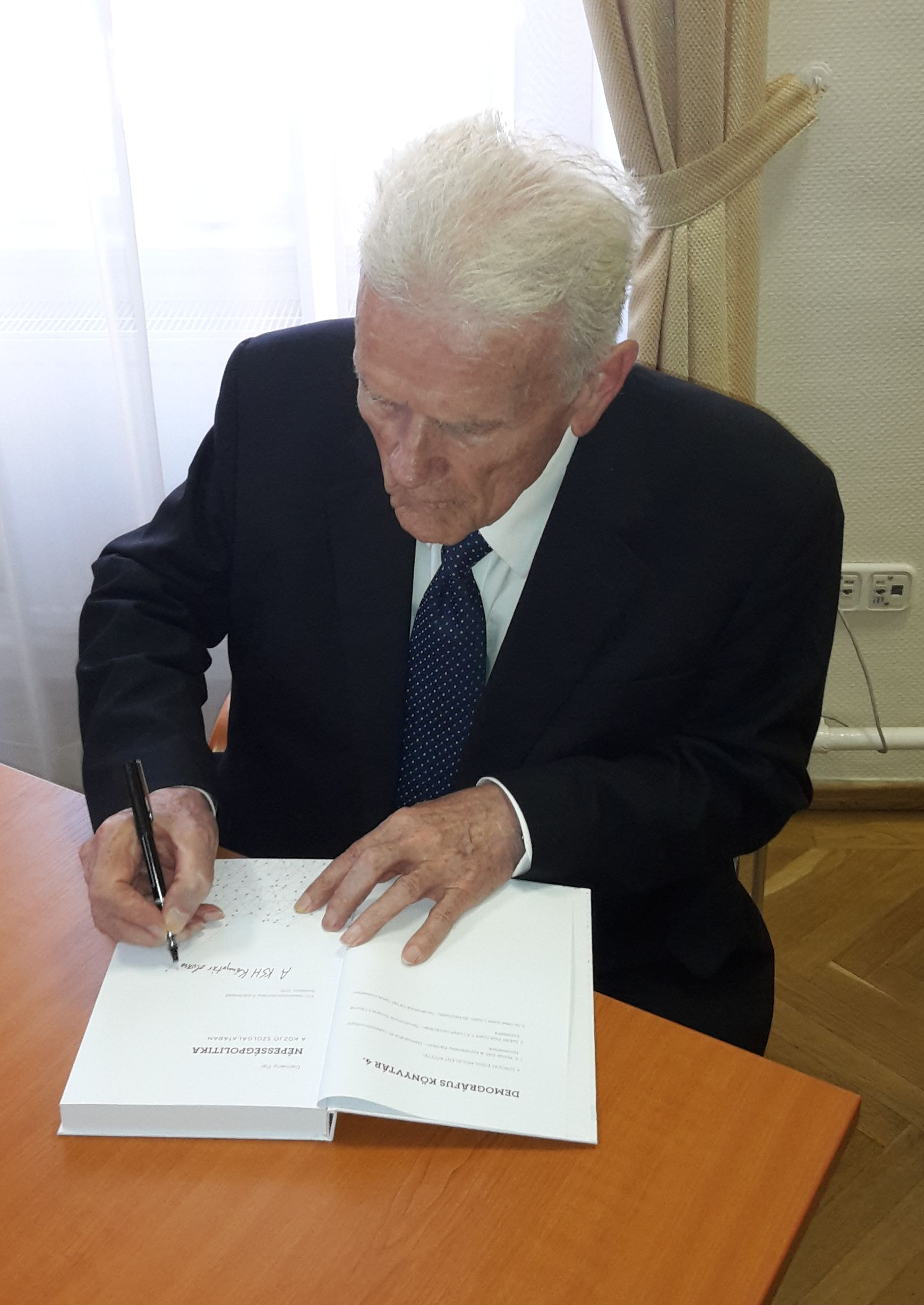
Demény Pál dedikál a Központi Statisztikai Hivatalban

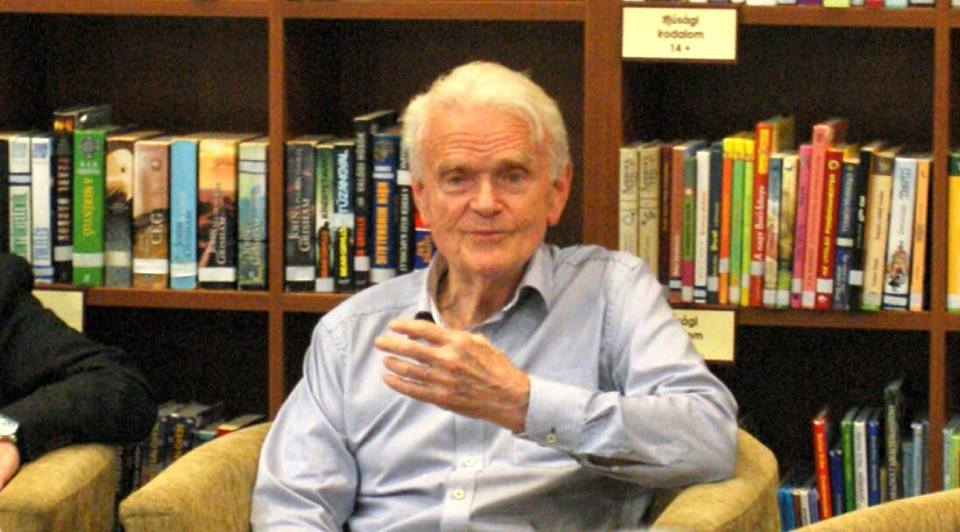
Demény Pál a Központi Statisztikai Hivatal Könyvtárban

Magyarországra először az 1980-as években térhetett vissza, majd a rendszerváltás után rendszeresen látogatott haza. 2001 óta a Magyar Tudományos Akadémia köztestületének tagja. 2017-ben a Magyar Érdemrend középkeresztjével tüntették ki, 2018-ban pedig ő lett a Szent István Rend kitüntetettje.

## Munkássága

### A „Demény-féle szavazás” és egyéb társadalompolitikai javaslatai
Nemzetközileg ismert a róla elnevezett Demény-féle szavazás (Demeny voting) (en) elgondolása, amely szerint a szavazati jogot a születéshez kellene kötni, és a választójogosultság korának eléréséig ezen a címen a szülő illetve gondviselő szavazhatna a gyermek helyett. Ezzel Demény Pál a következő generációk érdekeinek erősebb érvényesülését kívánná megteremteni demokratikus körülmények között, valamint a nyugdíjasok érdekeinek túlsúlyát kívánná kiegyenlíteni az elöregedő társadalmakban. Finn szakemberek egy csoportja szervezetet hozott létre annak érdekében, hogy a Demény-féle szavazás rendszerét bevezessék Finnországban.
Demény Pál másik sok helyen képviselt javaslata, hogy a nyugdíjak mértékének megállapításánál nem csak az aktív dolgozói korban elért jövedelmet kellene figyelembe venni, hanem azt a hozzájárulást is, amit a szülők a gyermekvállalással adtak a társadalomnak. Demény ezenkívül szorgalmazza az anyaság teljes értékű munkakörként való elismerését is sokgyermekes családok esetében.

## Főbb művei
- Demographic aspects of saving, investment, employment and productivity (New York, 1965)
- Regional model life tables and stable populations (Ansley J. Coale-lal; Princeton, 1966; New York–London, 1983)
- Methods of demographic estimation for statistically underdeveloped areas (Honolulu, 1971)
- On the end of the population explosion (New York, 1979)
- International aspects of population policies (New York, 1982)
- A perspective on long-term population growth (New York, 1984)
- The world demographic situation (New York, 1985)
- The economic rationale of family planning programs (New York, 1987)
- Social science and population policy (New York, 1988)
- Demography and the limits to growth (New York, 1989)
- World population growth and prospects (New York, 1989)
- Resources and population: natural, institutional and demographic dimensions of development (szerk. Bernardo Colombóval és Max F. Perutz-cal; Oxford, 1996)
- Encyclopedia of population I–II. (szerk. Geoffrey McNicoll-lal; New York, 2003)
- Európa népességpolitikai dilemmái a 21. század kezdetén; MTA, Bp., 2005 (Székfoglalók a Magyar Tudományos Akadémián)
- The political economy of global population change, 1950–2050 (Geoffrey McNicoll-lal; New York, 2006)
- Népességpolitika. A közjó szolgálatában; KSH NKI, Budapest, 2016 (Demográfus könyvtár)

## Díjai, elismerései
- A Magyar Érdemrend középkeresztje (2017)
- Magyar Szent István-rend (2018)